# Krotovka
Krotovka (en rus: Кротовка) és un poble de l'óblast d'Uliànovsk, a Rússia, que en el cens del 2010 tenia 1.617 habitants. Pertany al districte d'Uliànovsk.